# Пига рудоголова
Пи́га рудоголова (Lipaugus weberi) — вид горобцеподібних птахів родини котингових (Cotingidae). Ендемік Колумбії.

## Опис

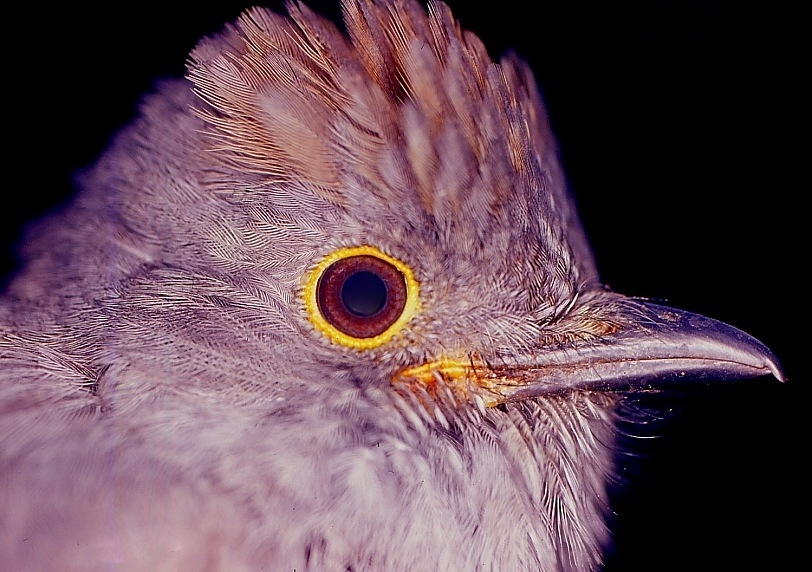
Рудоголова пига

Довжина птаха становить 20-25 см, вага 69,4-72,2 г. Самиці є дещо більшими, ніж самці. Забарвлення переважно рівномірно сіре, за винятком каштанового тімені, оливково-бурого надхвістя, сірувато-коричневого хвоста, сріблясто-сірого живота і коричневих нижніх покривних пер хвоста. Очі жовті, дзьоб чорний, лапи сірі, знизу жовті. У молодих птахів махові пера і першорядні покривні пера крил мають руді краї.

## Поширення і екологія
Рудоголові пиги мешкають на північних схилах Центрального хребта Колумбійських Анд, між долинами річок Меделлін і Нечі, в муніципалітетах Анорі і Амальфі в департаменті Антіокія. Вони живуть в середньому і верхньому ярусах вологих гірських тропічних лісів. Зустрічаються поодинці або парами, на висоті від 1500 до 1820 м над рівнем моря. Іноді приєднуються до змішаних зграй птахів. Живляться плодами, зокрема Myrsine coriacea, а також безхребетними.

## Збереження
МСОП класифікує цей вид як такий, що перебуває на межі зникнення. За оцінками дослідників, популяція рудоголових пиг становить від 50 до 250 птахів. Їм загрожує знищення природного середовища.